# Флетленд
Флетленд — це один з напрямів велофрістайла, в основі якого виконання трюків, поворотів, балансування на рівній поверхні. Напрям порівнюють з вуличними танцями, фігурним катанням, цирковим мистецтвом, адже це унікальний вид спорту, в якому поєднується артистизм і простір для самовираження. Інша назва — фігурне катання на велосипеді. Спортсмен протягом двох-п'яти хвилин має виконувати різні трюки на передньому або задньому колесі. Налічується близько шістнадцяти тисяч трюків. На змаганнях важливу роль відіграє і виконання трюків, і уміння робити перехід між ними, зв'язку. Судді звертають особливу увагу на виконання цього елементу.

## Історія розвитку
Спочатку велосипеди типу BMX використовувались для навчання дітей, які не могли впоратися з мотоциклом, азам мотокросу. Шанувальники мотокросу, спостерігаючи за тренуванням мотоциклістів, пробували влаштовувати свої перегони з трюками і стрибками. З середини семидесятих років двадцятого століття ВМХ став окремою дисципліною з власними елементами і атмосферою.

## Переваги флетленда
Для занять потрібно мінімум: 1. Бажання. 2. Спеціальний велосипед. 3. Рівна поверхня.
Порівняно з іншими напрямами флетленд безпечний для спортсменів, до того ж мінімальних травм легко уникнути зі щитками і наколінниками.
Флетленд розвиває людину і фізично, і інтелектуально; формує просторове мислення, комунікабельність, креативність, відчуття рівноваги. Райдерів надихає нескінчена жага до самовдосконалення і опанування нових трюків.

## Особливості велосипеда для флетленда
Велосипед для флетленда відрізняється коротшою рамою(18-19.5 — довжина верхньої труби). Дизайн рами може відрізняться від звичних рам для BMX. Високе сідло зручне для виконання трюків, переднє і заднє гальмо сприяє контролю над велосипедом. Вузькі шини витримують тиск до 8-10 атмосфер.
Сучасні велосипеди для флетленду більше схожі на звичайні bmx.

## Змагання з флетленда
Турнір з екстремальних видів спорту «Снікерс Урбанія» проходить у Києві.
Чемпіонат України традиційно проводиться в Миколаєві.
До екстремального велосипедного спорту долучається все більше молодих людей, зростає їхній професійний рівень. Кількість учасників змагань з флетленда постійно збільшується,